# Bolet royal
Butyriboletus regius
Espèce
Statut de conservation UICN

 LC  : Préoccupation mineure
Butyriboletus regius, le Bolet royal, anciennement Boletus regius, est une espèce rare de champignons basidiomycètes du genre Butyriboletus dans la famille des Boletaceae. Il est caractérisé par son chapeau rosâtre et une absence ou quasi absence de bleuissement.

## Taxonomie
Le nom correct complet (avec auteur) de ce taxon est Butyriboletus regius (Krombh.) D. Arora & J.L. Frank, 2014.
L'espèce a été initialement classée dans le genre Boletus sous le basionyme Boletus regius Krombh., 1832.

### Synonymes
Butyriboletus regius a pour synonymes :
- Boletus regius Krombh., 1832
- Boletus subtomentosus subsp.* cerasinus C. Martín, 1903
- Dictyopus appendiculatus var. regius (Krombh.) Quél., 1886
- Dictyopus regius (Krombholz) Quélet., 1888
- Suillus regius (Krombh.) Kuntze, 1898
- Tubiporus regius (Krombh.) P. Karst., 1882

### Phylogénie

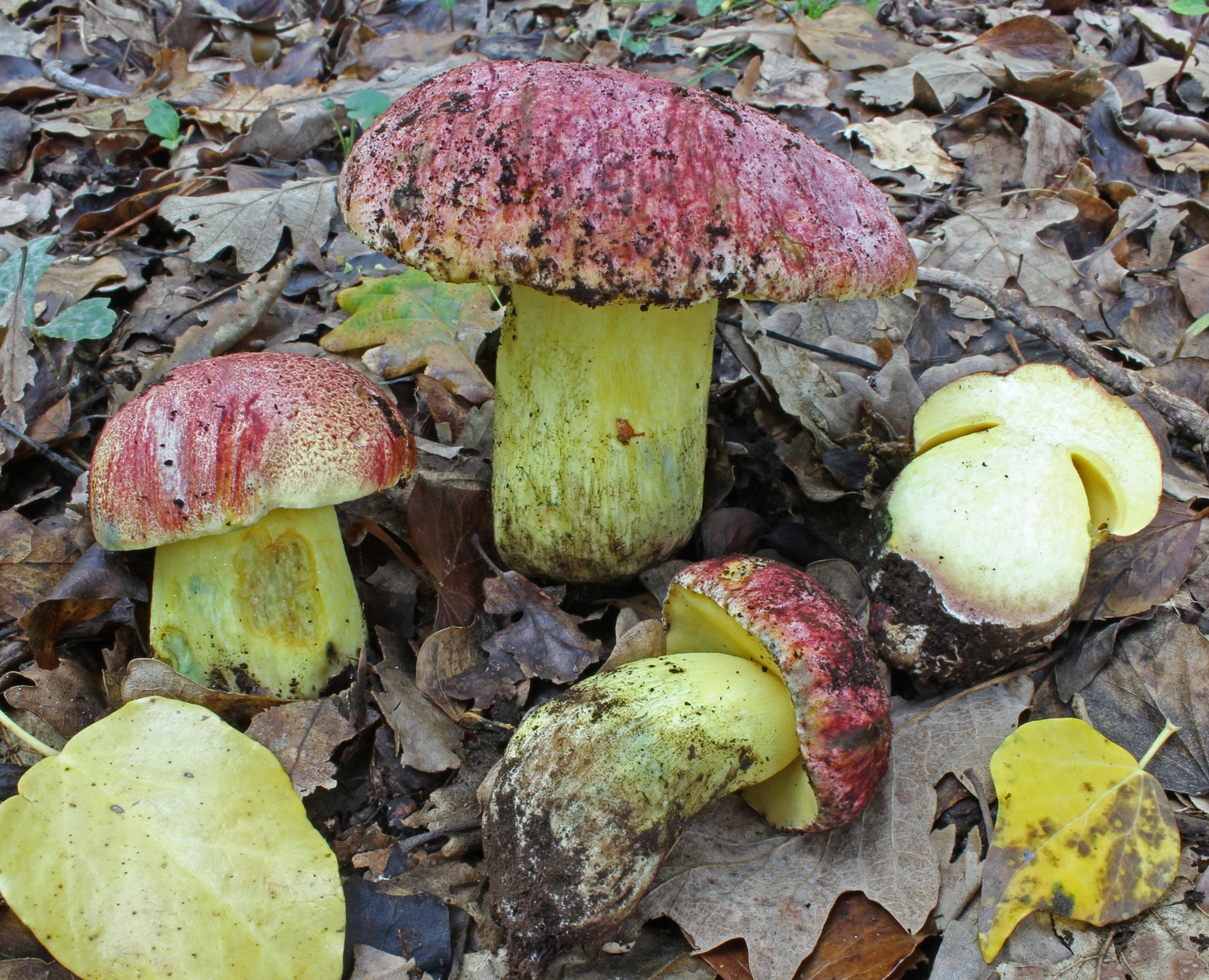
Collection de sporophores de B. regius en Sardaigne.

L'espèce a été décrite pour la première fois par le mycologue allemand Krombholz en 1832 sous le binôme Boletus regius. Les progrès de la systématique font éclater l'ancien genre Boletus ss. lato et migrer toute la section Appendiculati vers le nouveau genre Butyriboletus (ou « Bolets beurrés », en raison de leur chair « jaune de beurre », ferme et mate) en 2014.

### Étymologie
L'épithète spécifique regius « royal » est amplement méritée par ce majestueux Bolet, robuste et trapu, aux allures de Cèpe, son chapeau rouge rosé ou framboise, contrastant avec ses pores et son stipe réticulé jaune, procure un mémorable plaisir des yeux, renforcé par sa rareté.

## Description du sporophore
Les bolets sont des champignons dont l’hyménophore, constitué de tubes et terminés par des pores, se sépare facilement de la chair du chapeau. Ce chapeau d'abord rond, recouvert d'une cuticule, devient convexe à mesure qu’il vieillit. Ils ont un pied (stipe) central assez épais et une chair compacte. Les caractéristiques morphologiques de B. regius sont les suivantes :
Son chapeau mesure 7 à 15 cm, robuste, il est feutré à méchuleux, rose pourpre à rose vineux, d'un beau rouge rosé à framboise, décolorant à carmin pâle, groseille ou rouge bigarreau sur fond jaune visible par endroits. La cuticule est entièrement séparable à maturité. La marge est épaisse, incurvée, légèrement débordante, un peu ondulée.
L'hyménophore présentes des tubes jaune vif puis jaune verdâtre à la fin, non bleuissants, exceptionnellement légèrement bleuissants. Les pores sont serrés, concolores aux tubes. Sa sporée est de couleur brun olive.
Son stipe mesure 5 à 10 cm x 2 à 5 cm, il est épais et trapu, relativement court, cylindro-clavé, rarement obèse, de couleur jaune à jaune soufre pâle, parfois lavé de lilacin à la base, se tachant de brunâtre à la manipulation. Il est orné d'un fin réseau concolore.

La chair est épaisse, ferme, de couleur jaune citron, immuable ou parfois légèrement bleuissante. Elle est souvent rose sous la cuticule et rouge vineux à la base du pied. Sa saveur est douce et son odeur est agréable, d'écale de noix puis un peu iodée,.

Principaux caractères distinctifs
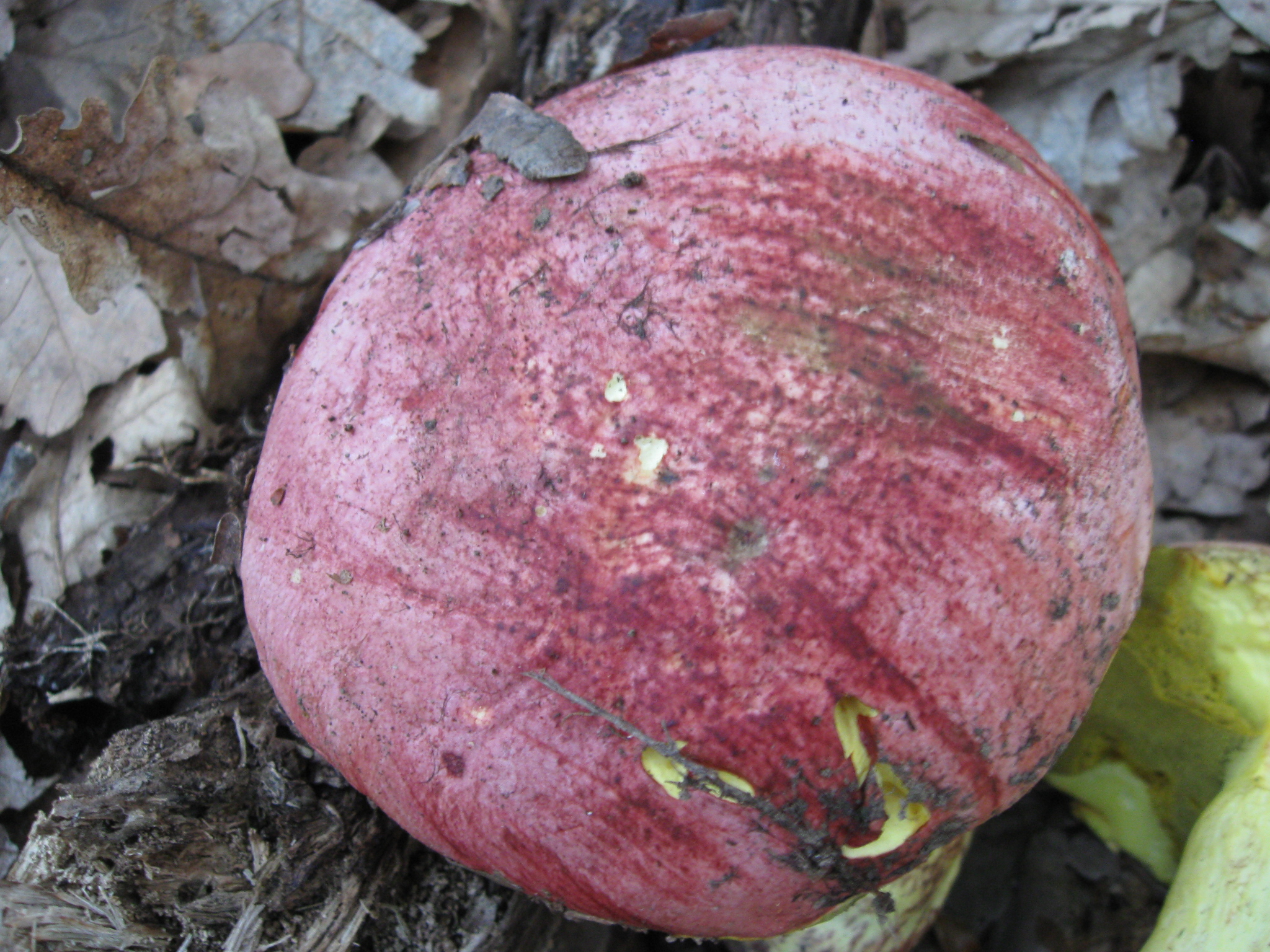
Chapeau rose à groseille orné de petites mèches plus sombres.
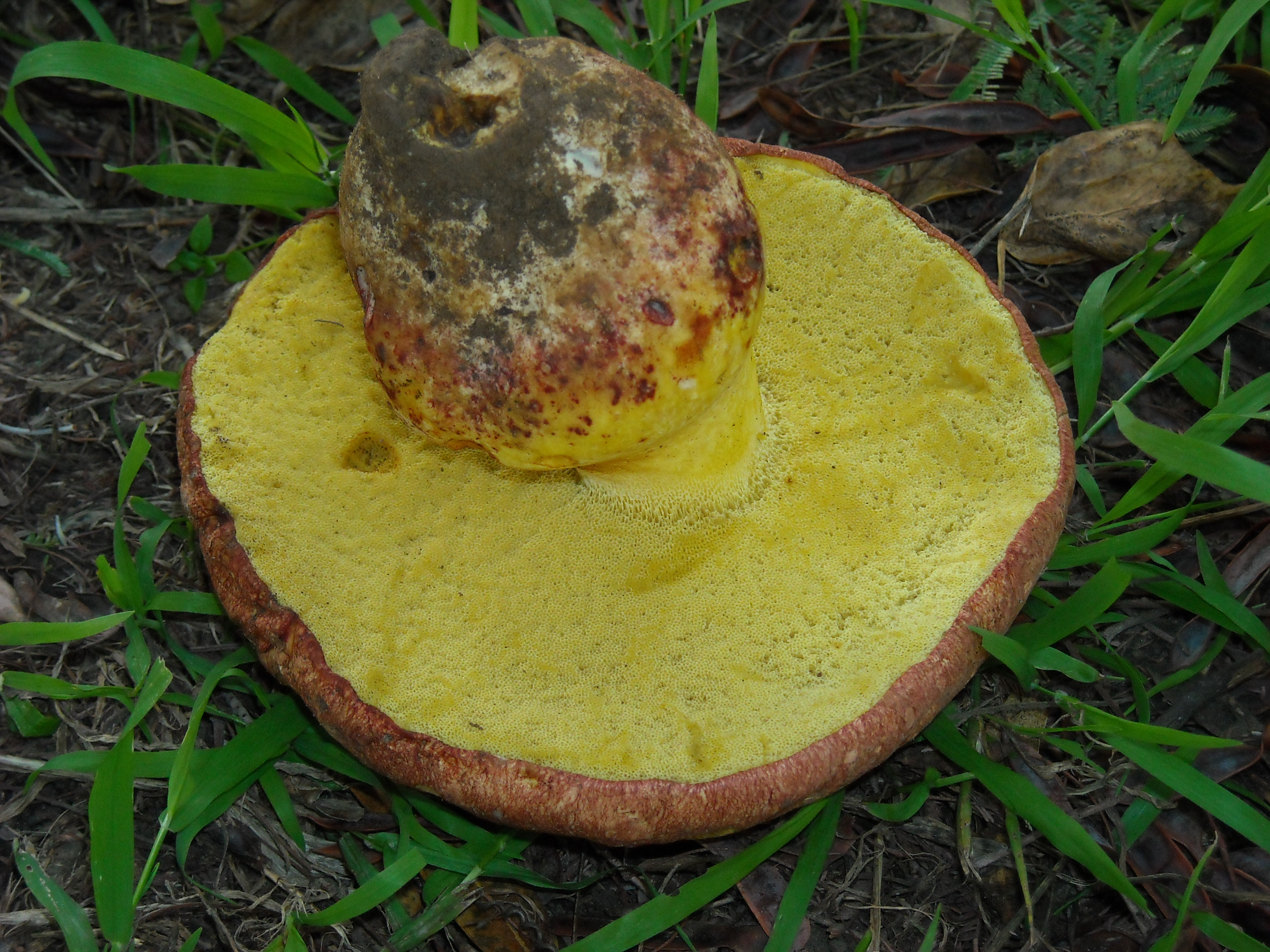
Pores jaunes, typiquement non bleuissants, parfois à peine.
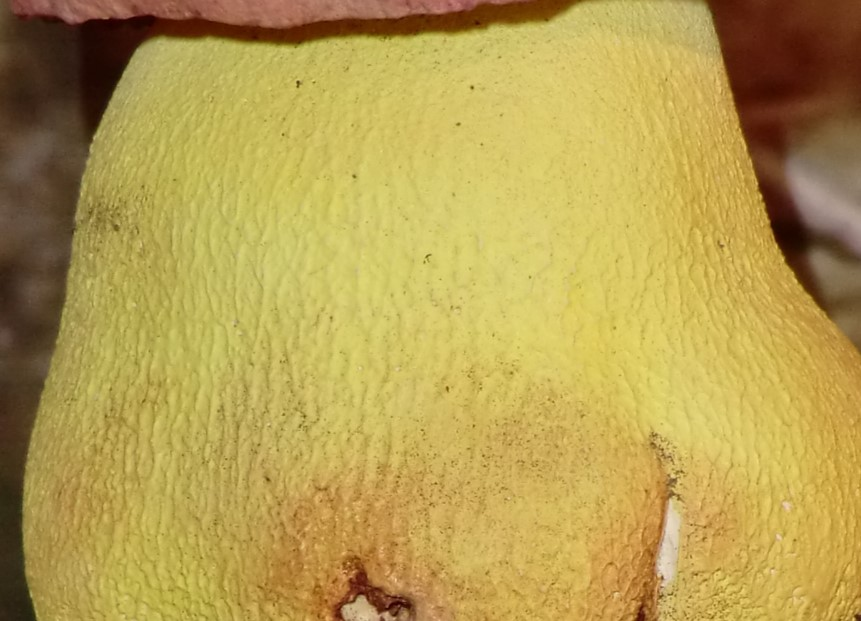
Pied blanc jaunâtre à jaune beurre orné d'un réseau jaune concolore.
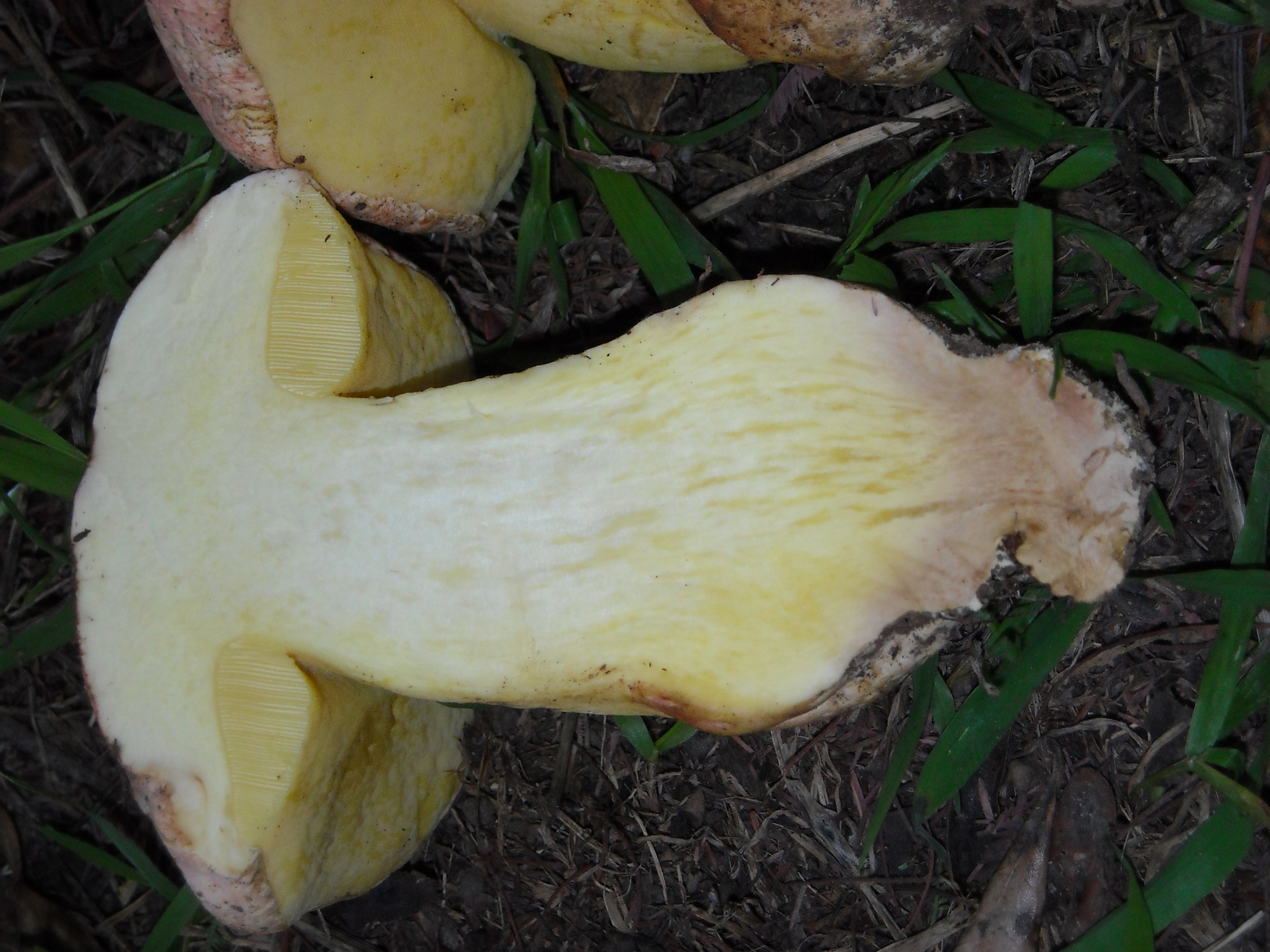
Chair blanchâtre jaunâtre non bleuissante.

### Caractéristiques microscopiques
Ses spores sont lisses, hyalines, elliptiques à subfusoïdes à plus ou moins cylindriques, elles mesurent 11 à 15 μm x 3,5 à 5 μm.

## Galerie

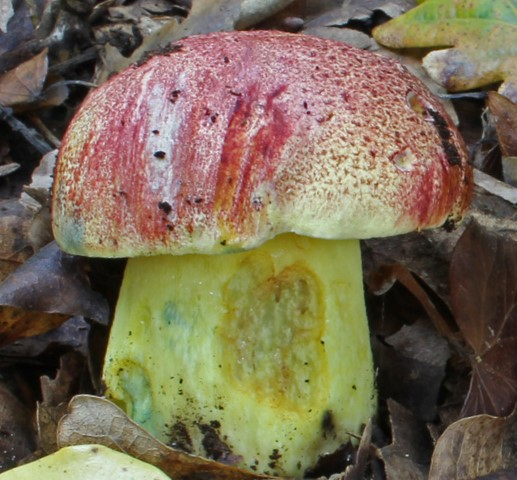
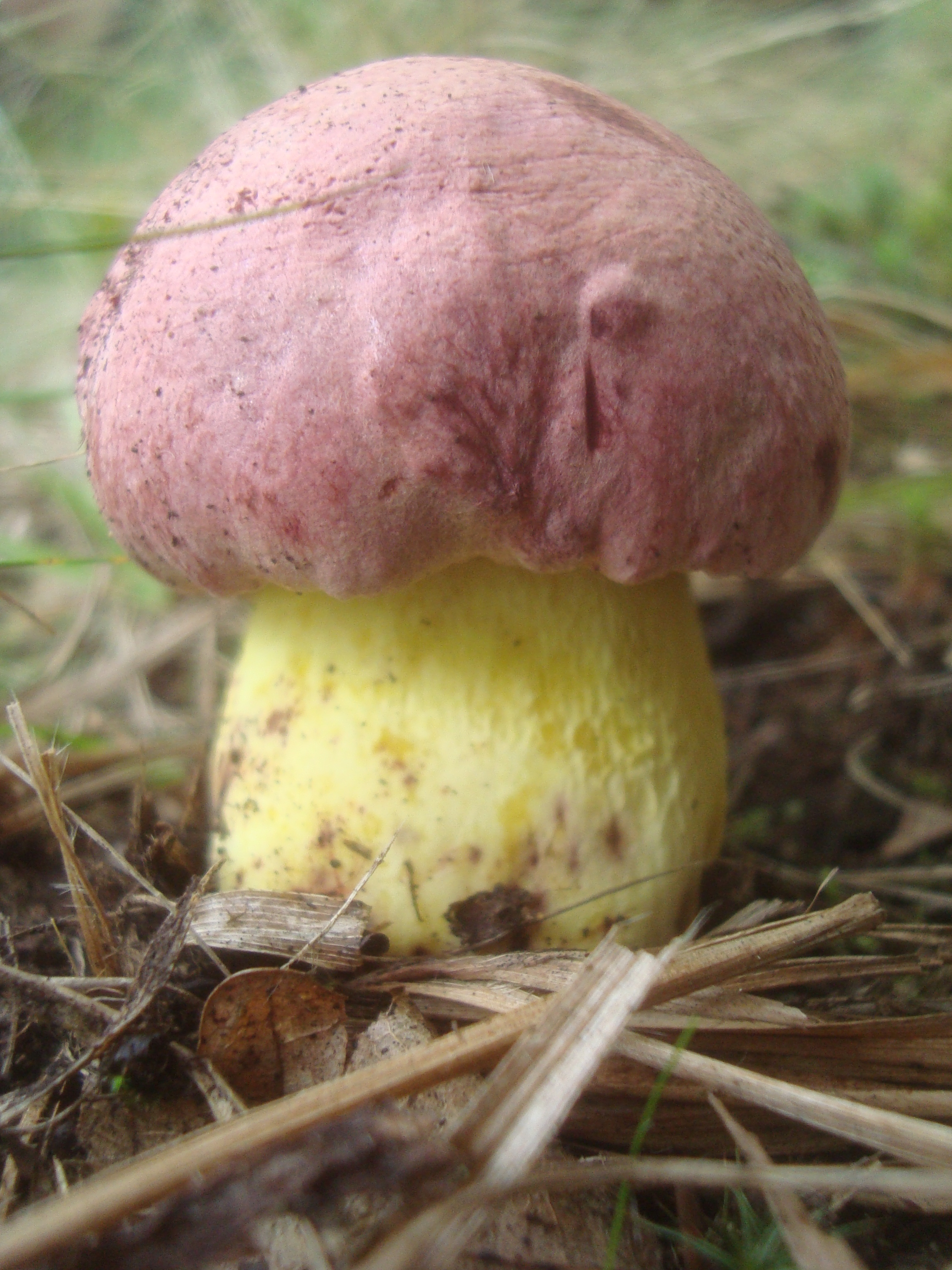
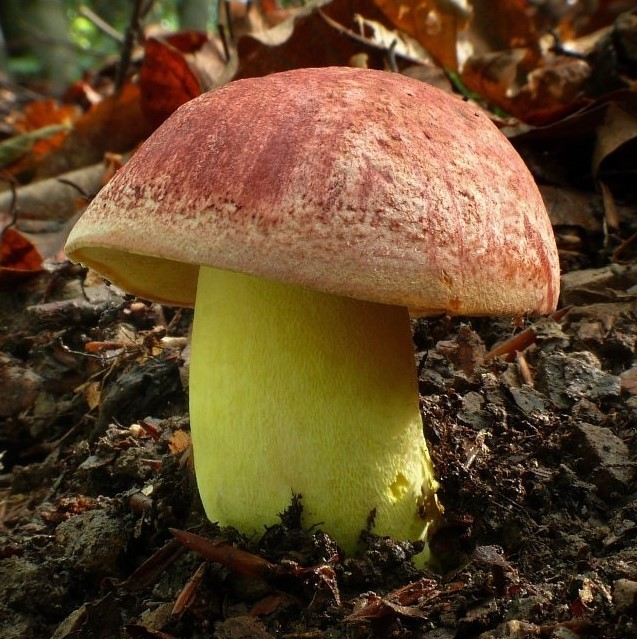
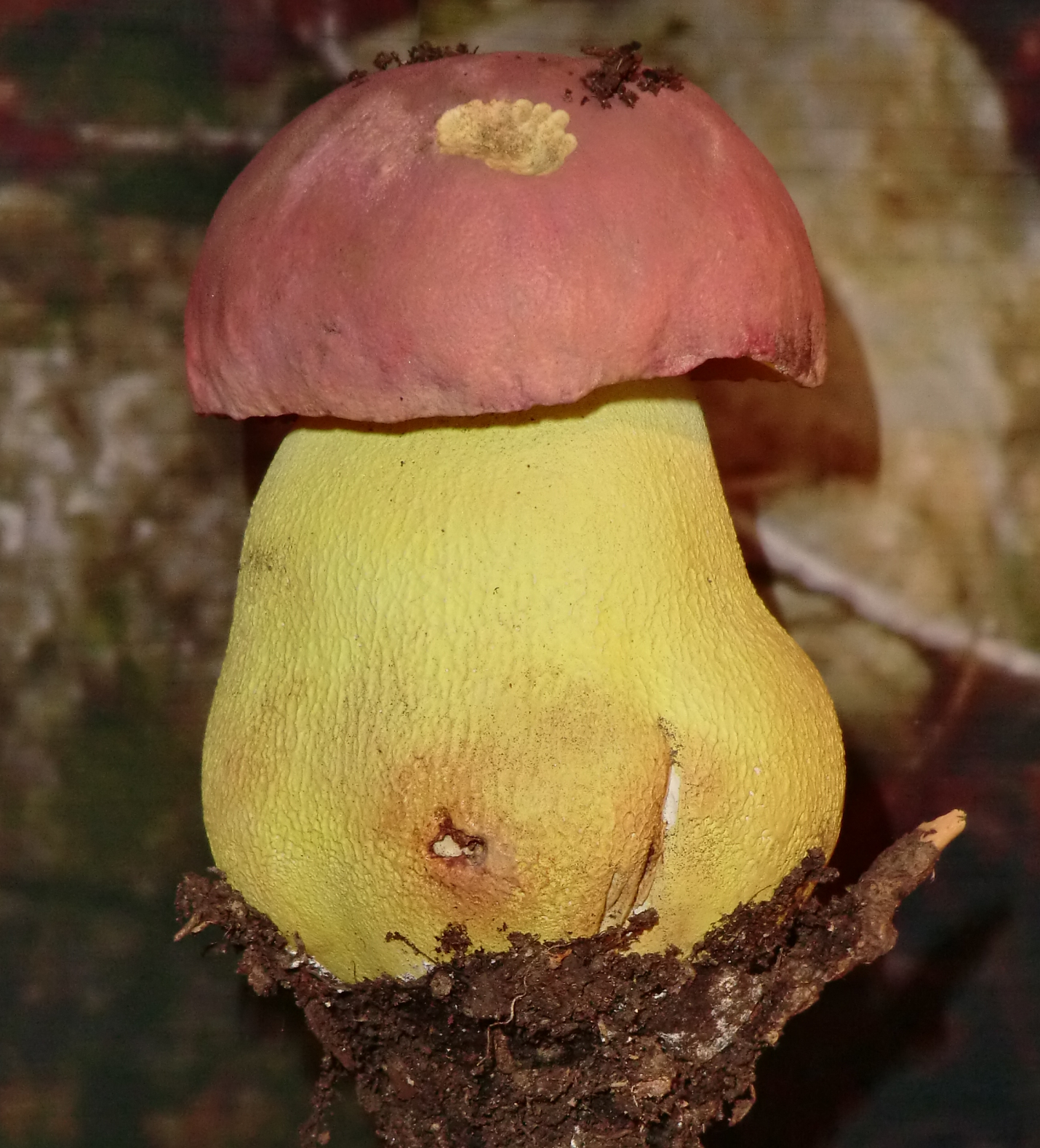
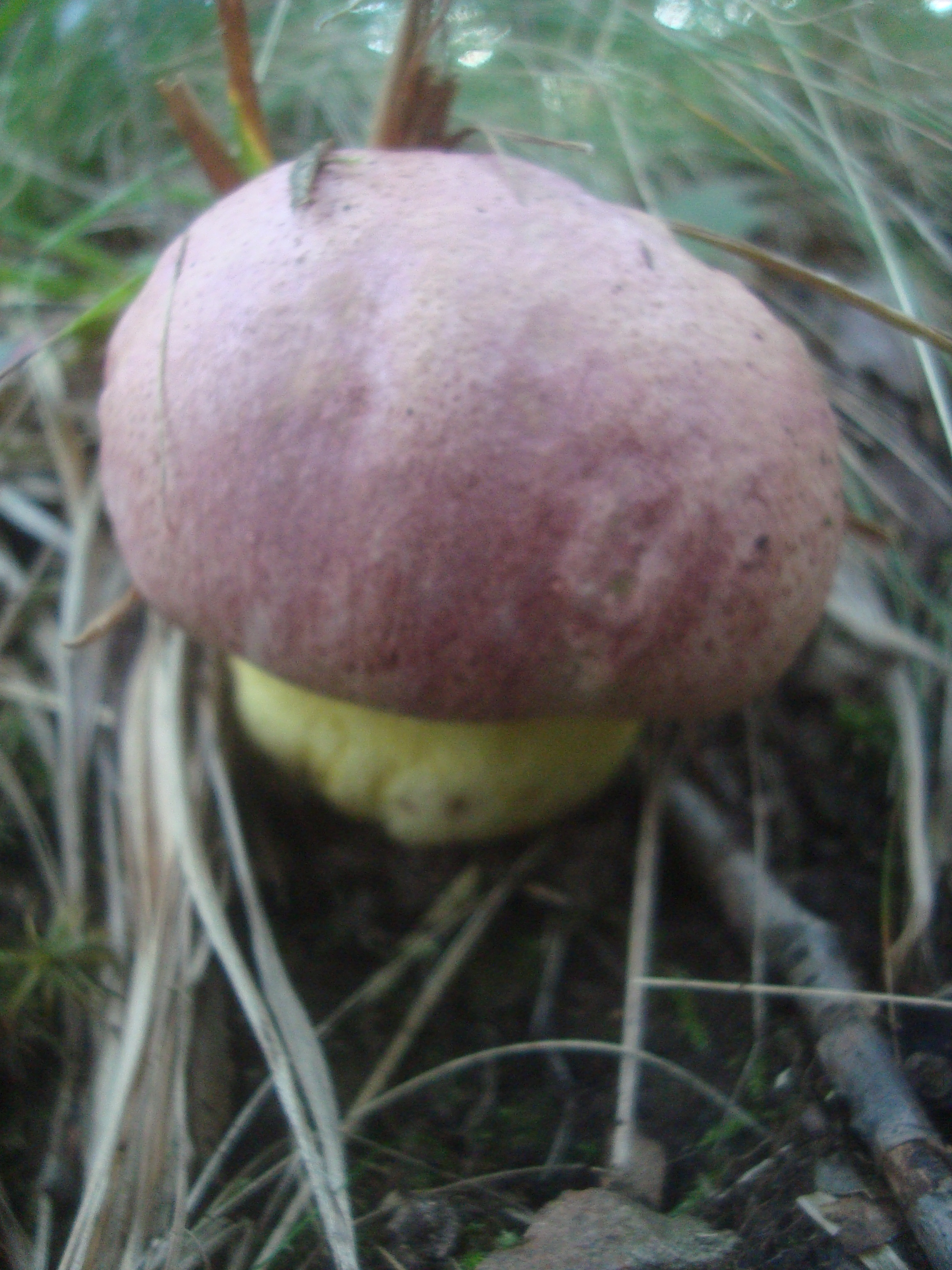
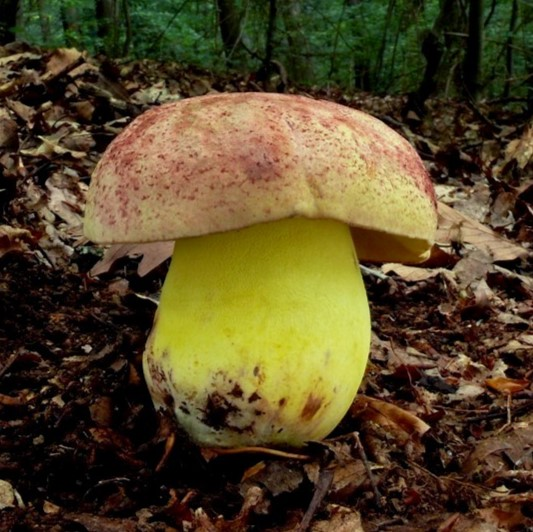
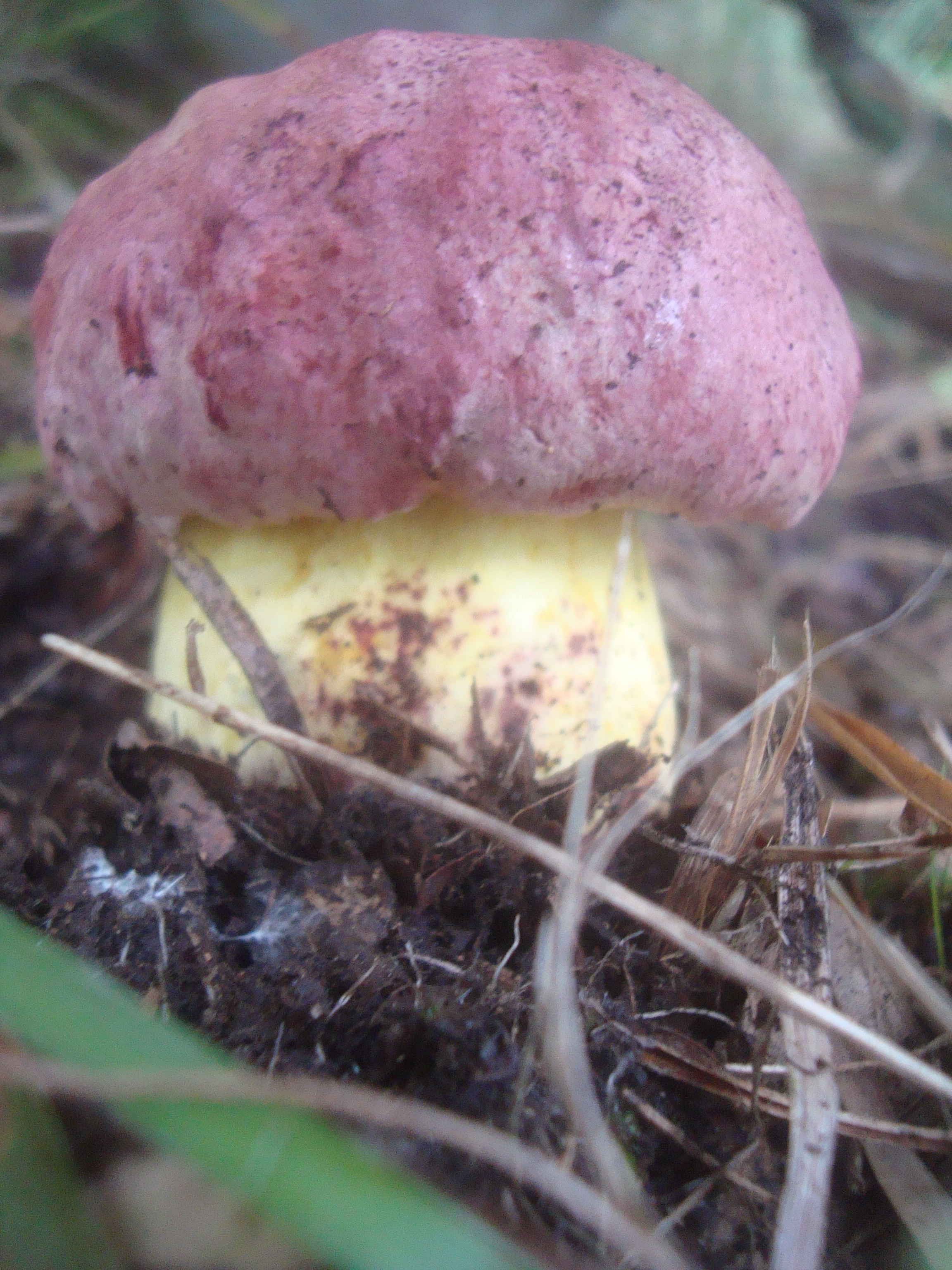
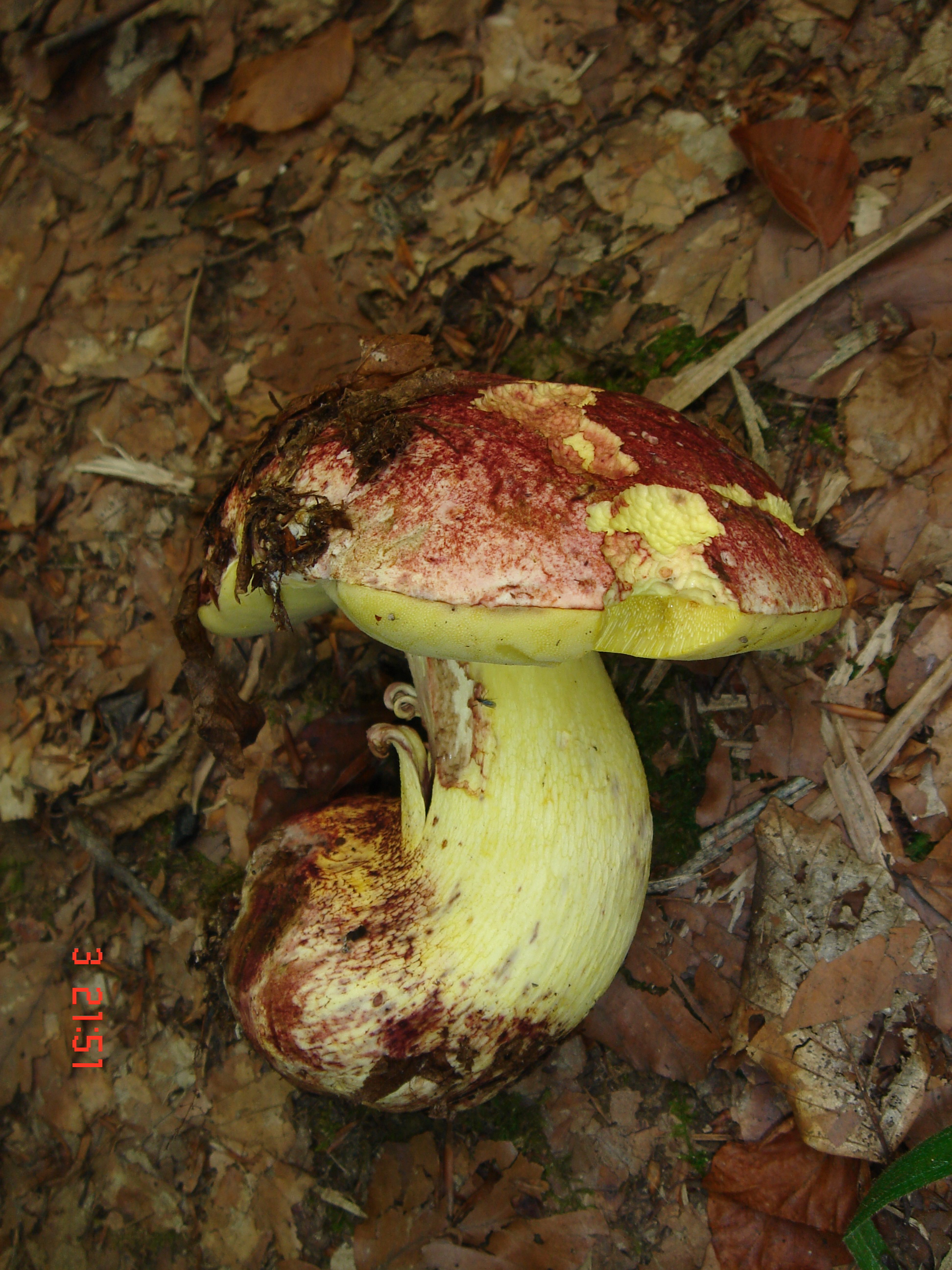
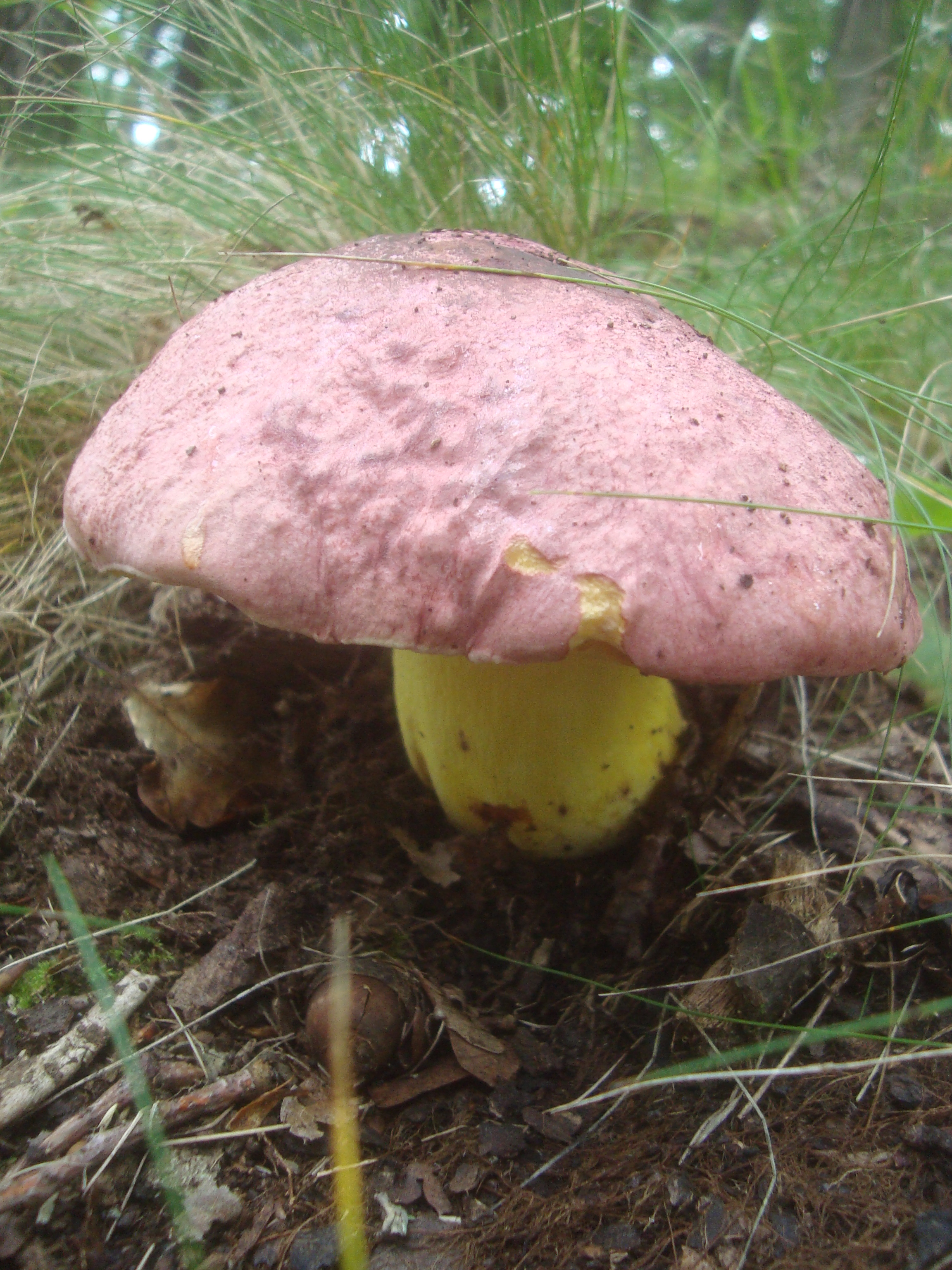
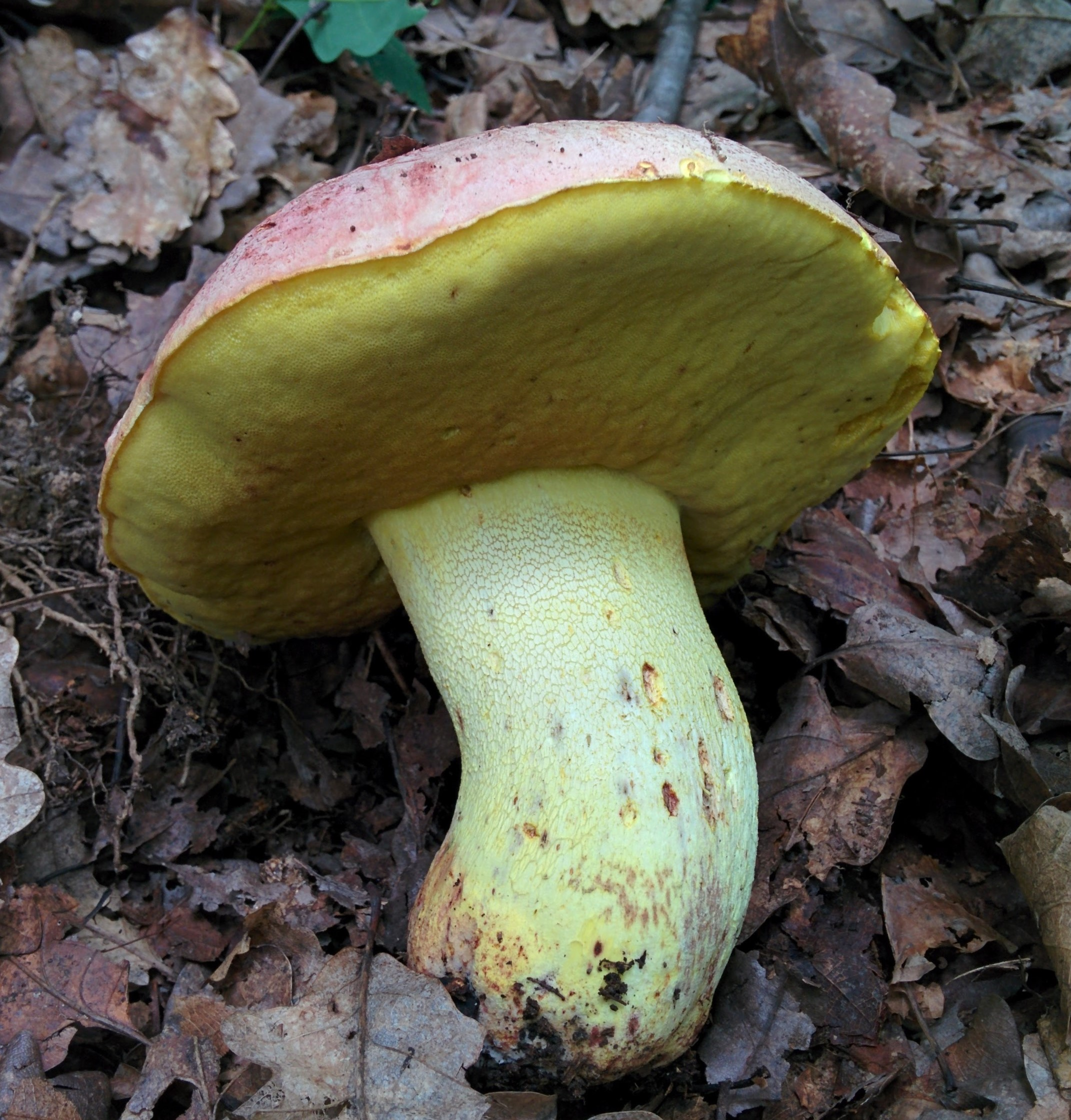
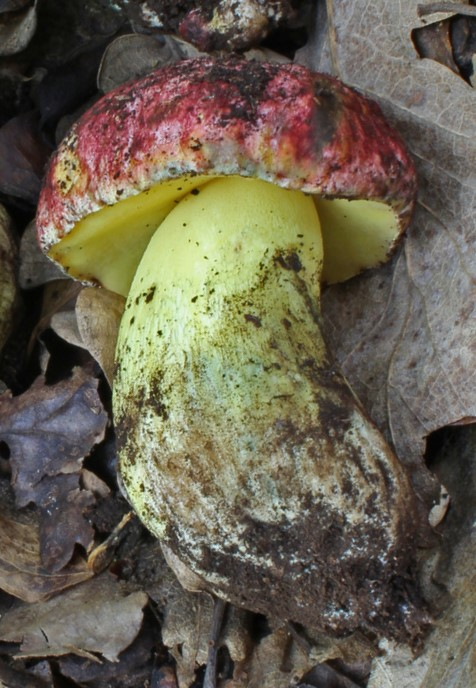
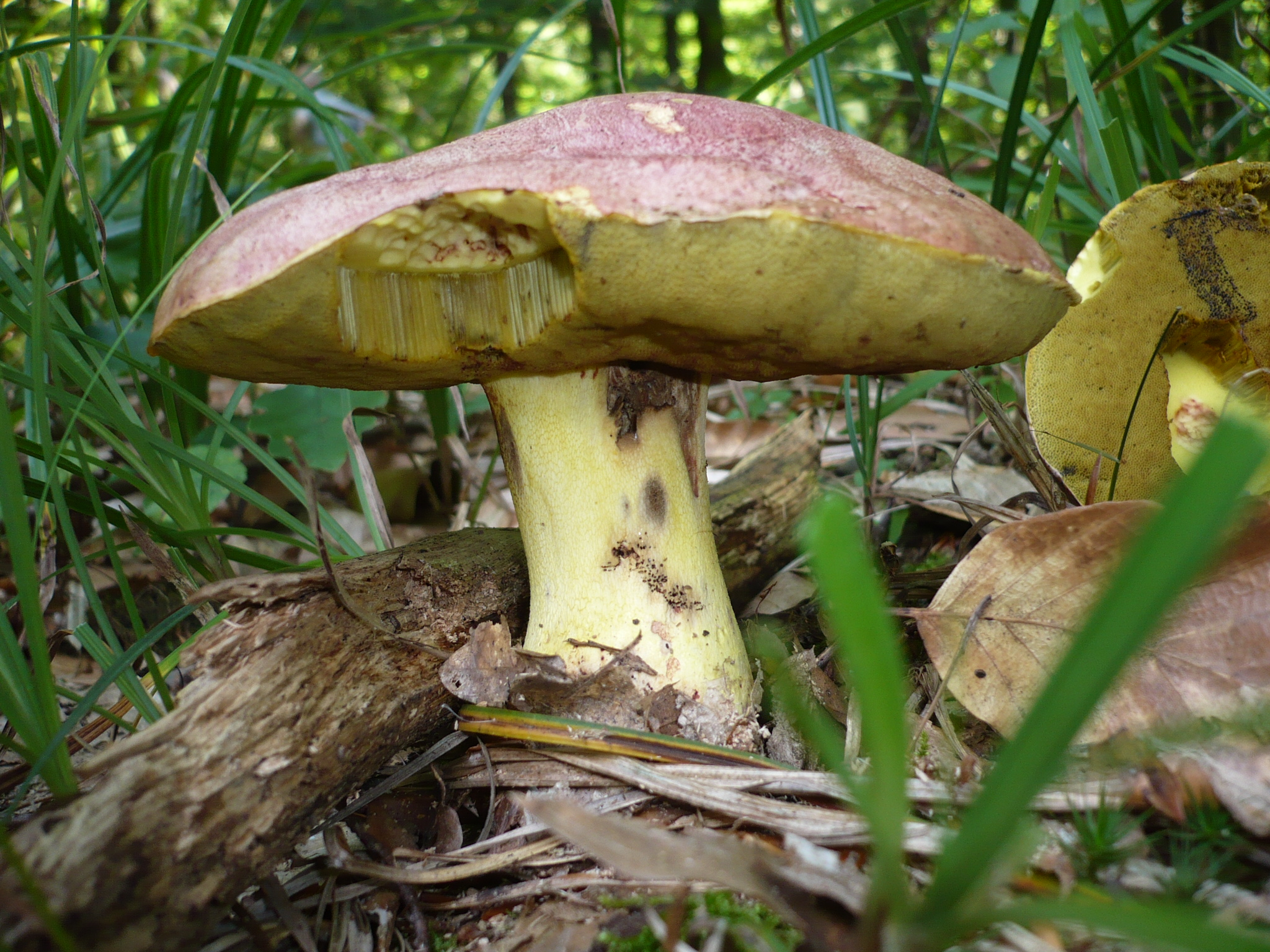
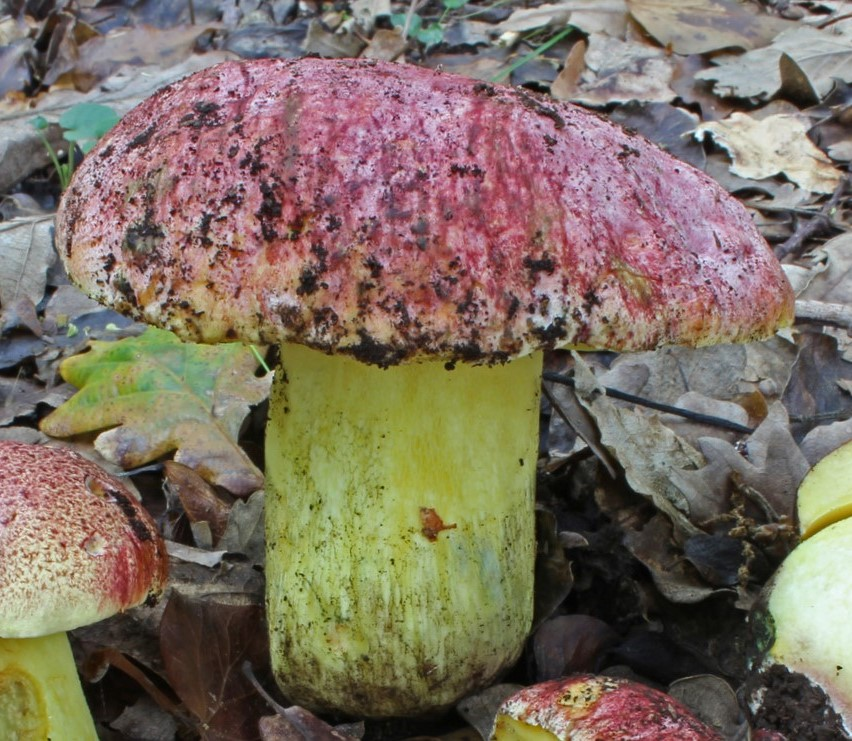
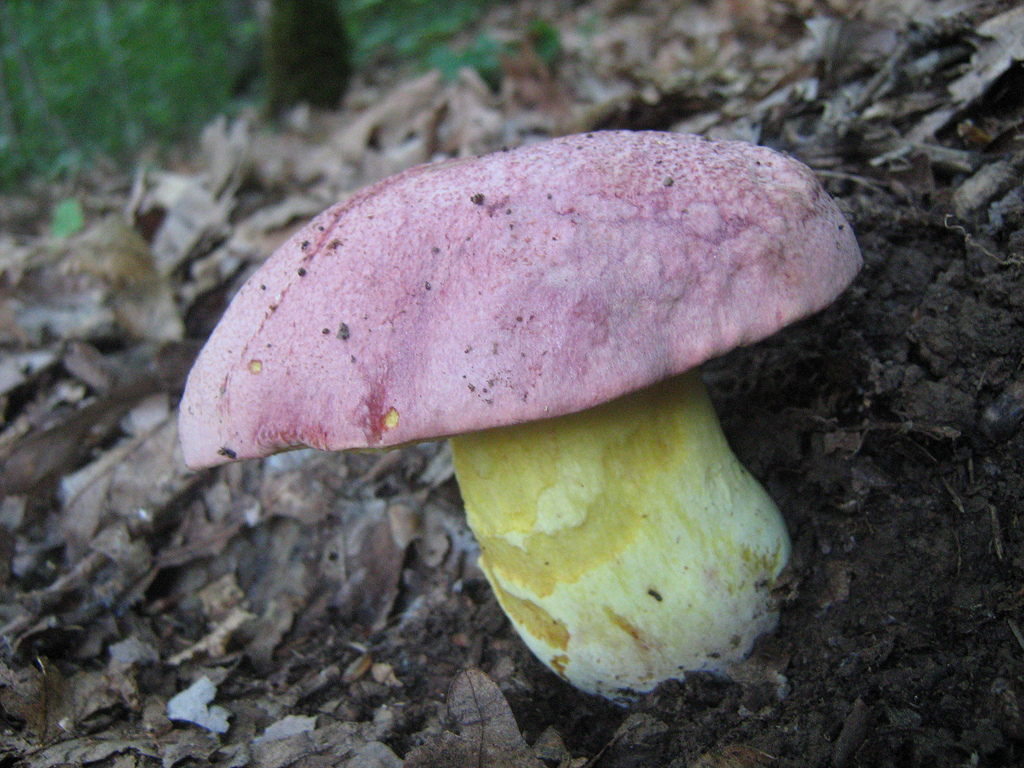
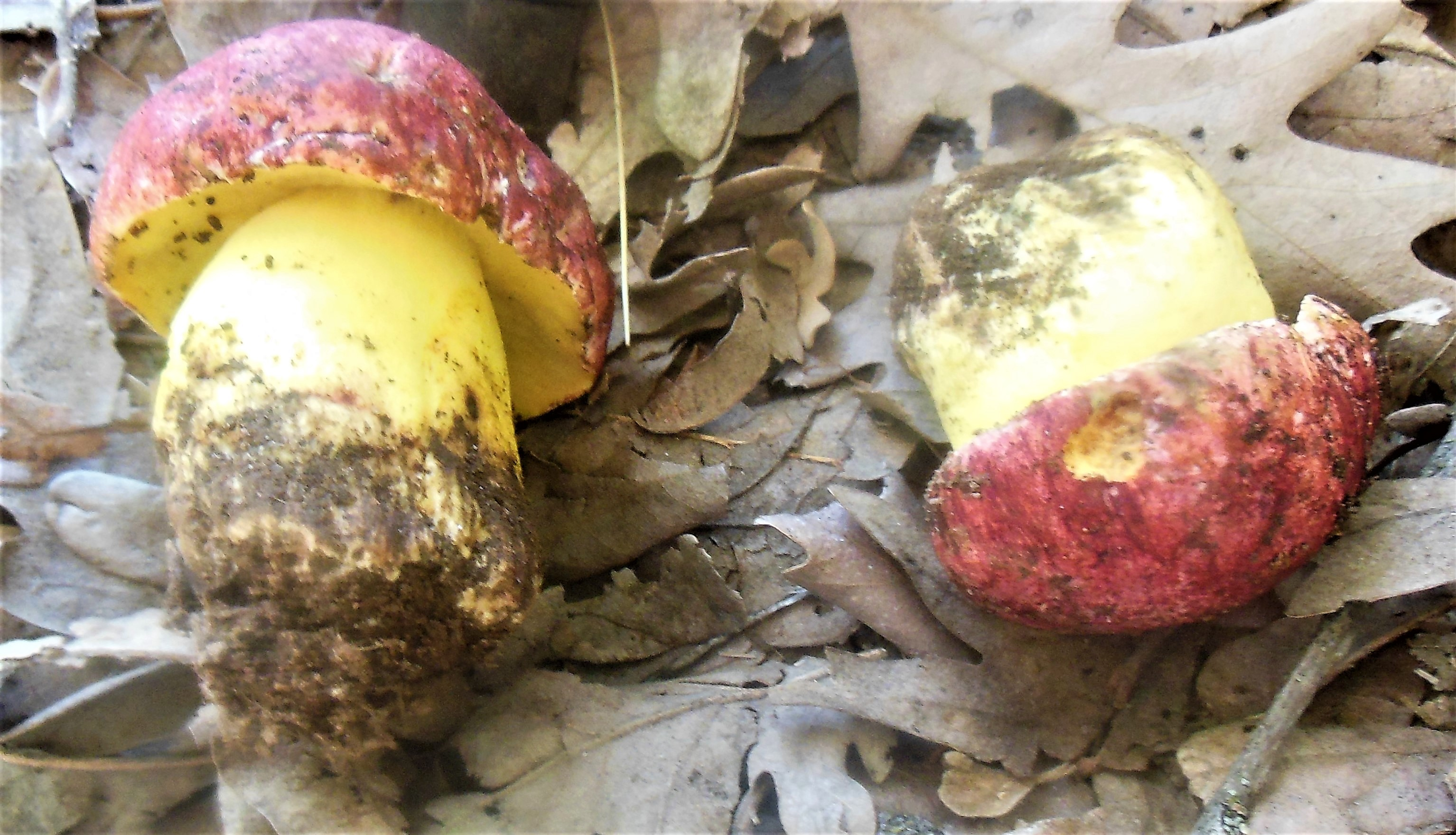
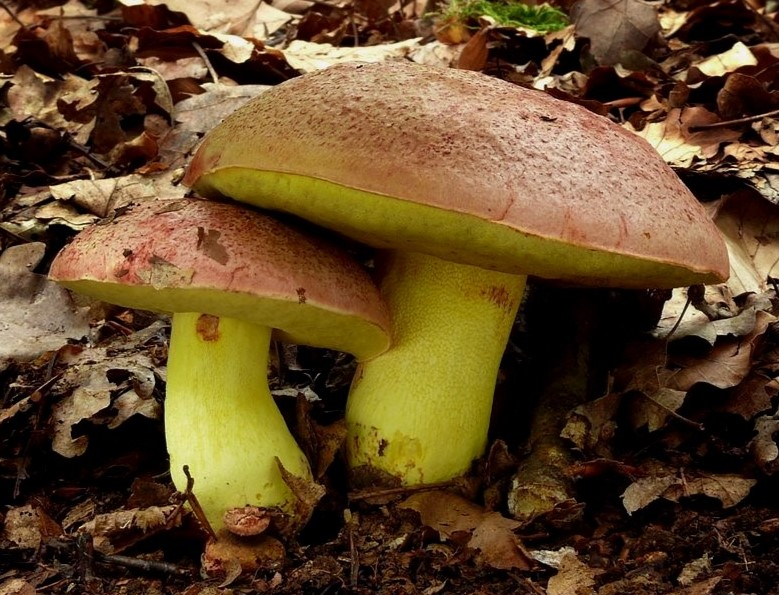
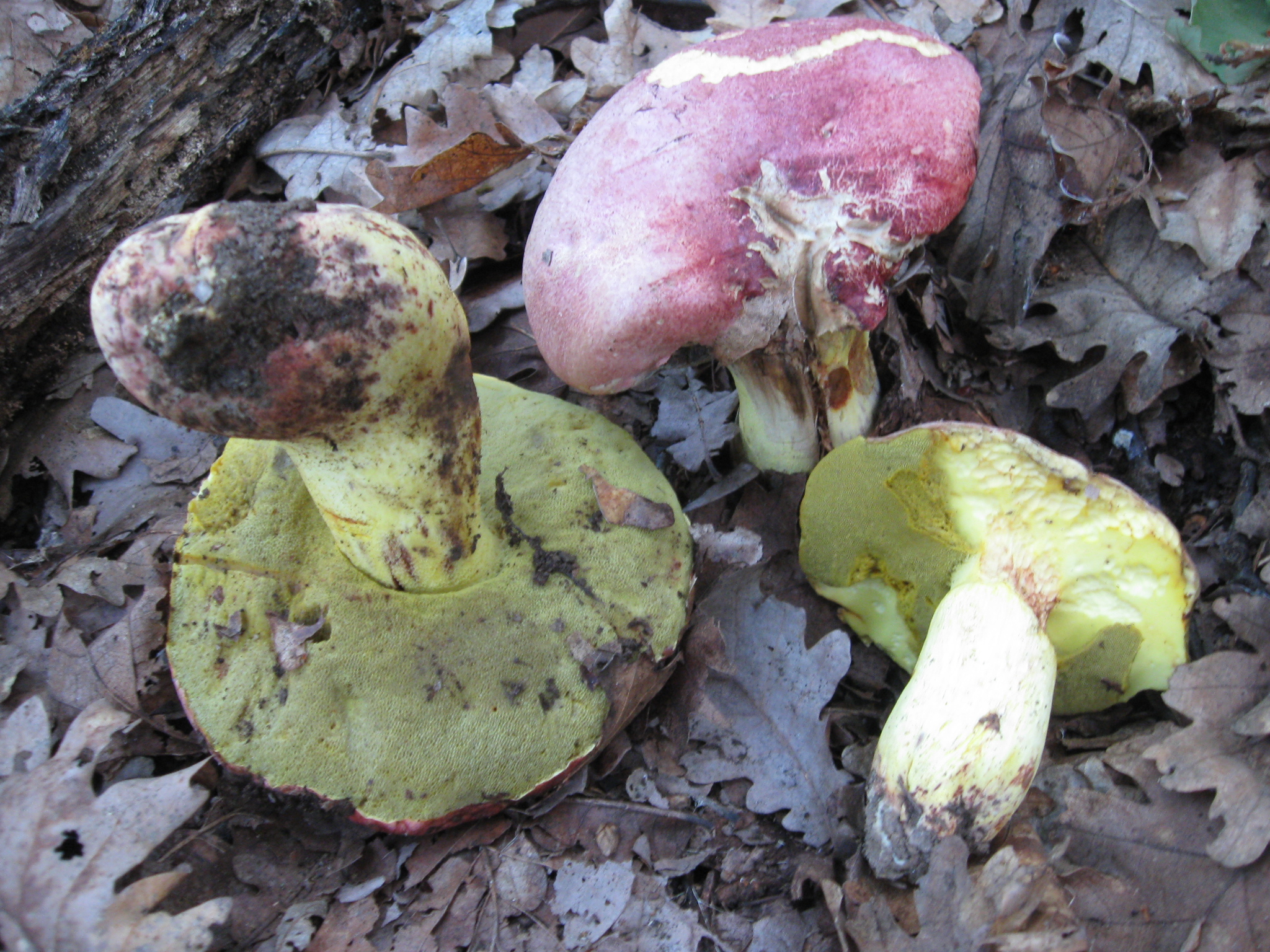
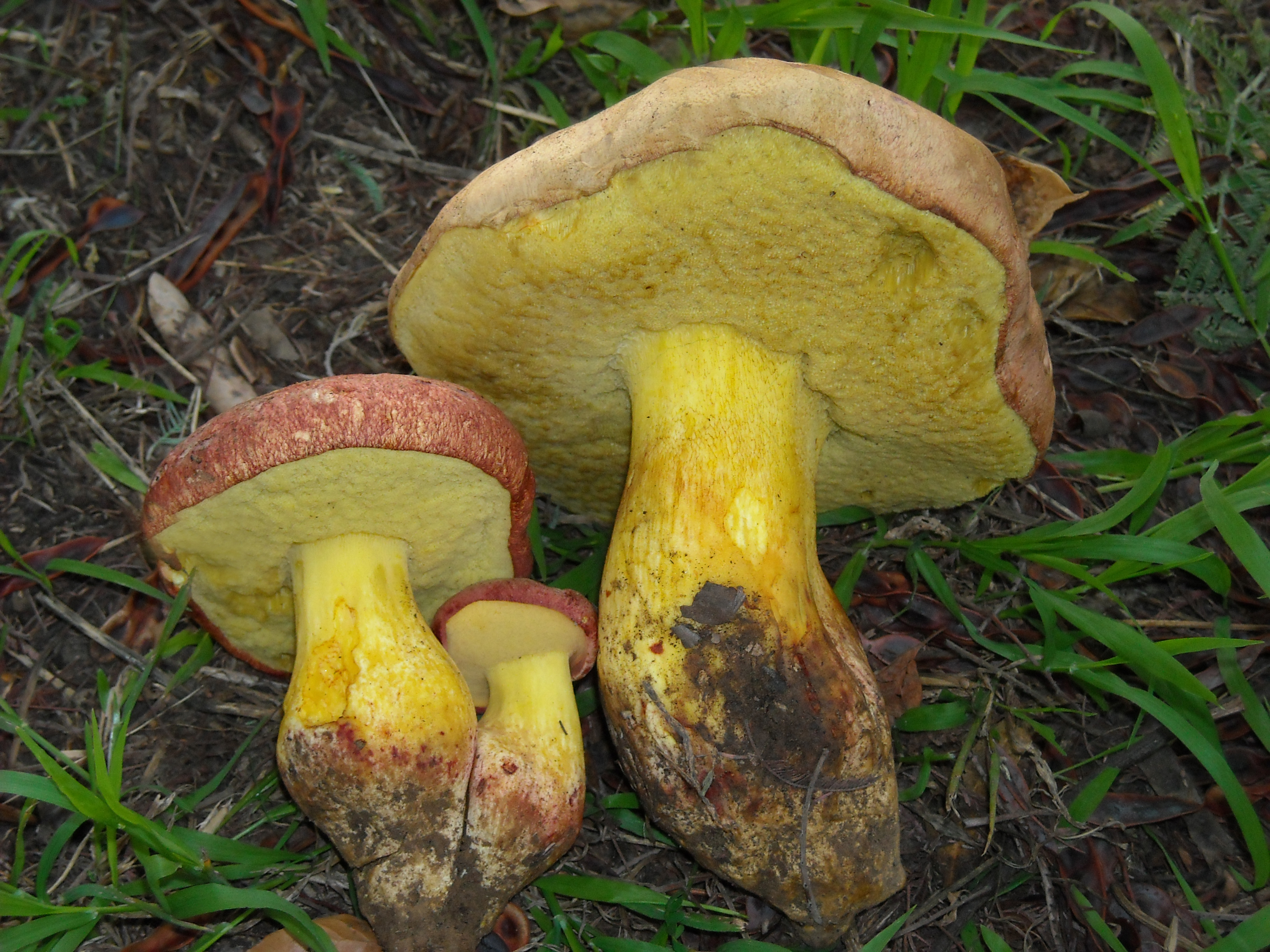
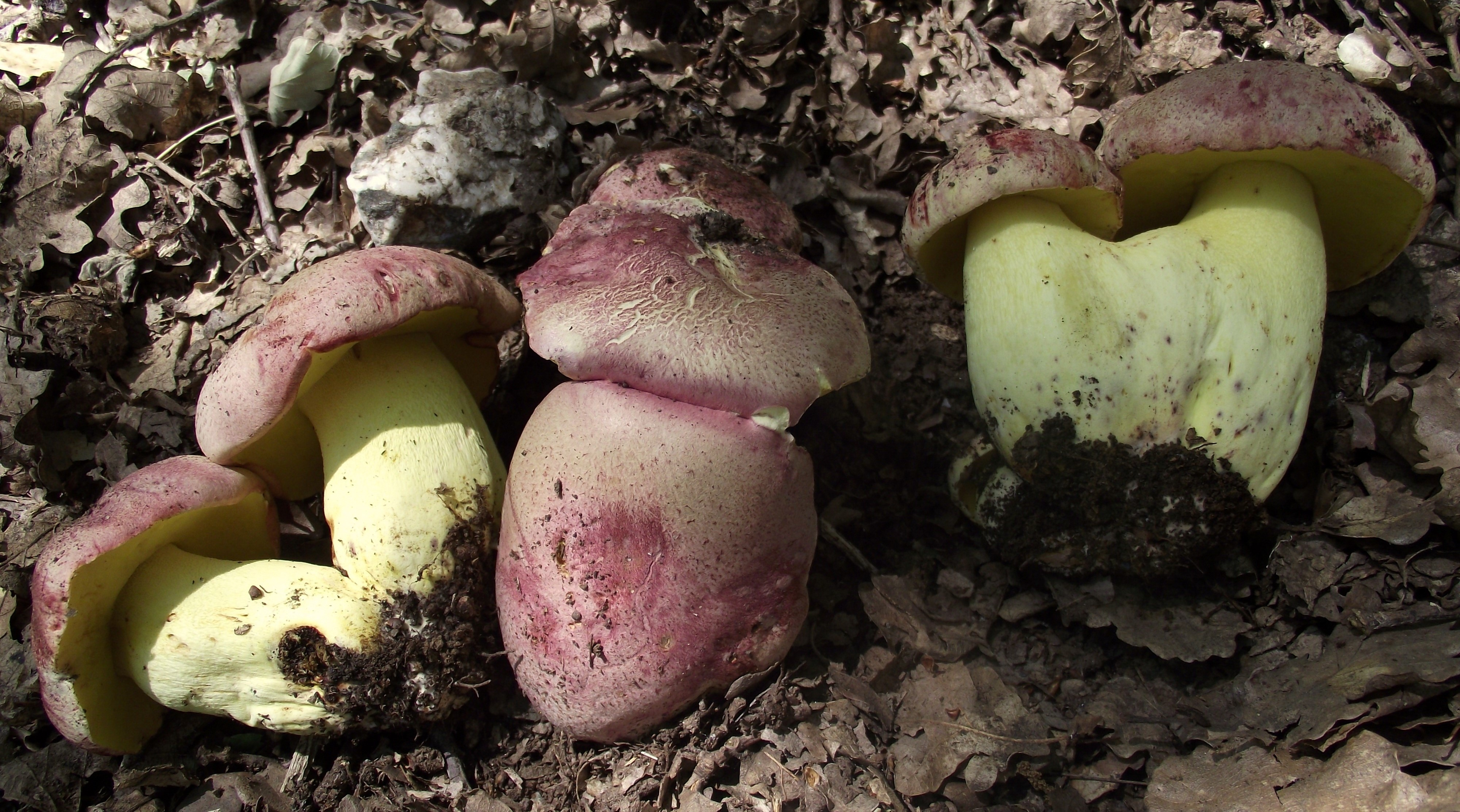

## Variétés et formes
- Butyriboletus regius f. aureus (Lambert & Estades) Klofac, 2016, est une forme au chapeau décoloré, de couleur blanc crème jaunâtre[10].

## Habitat et distribution

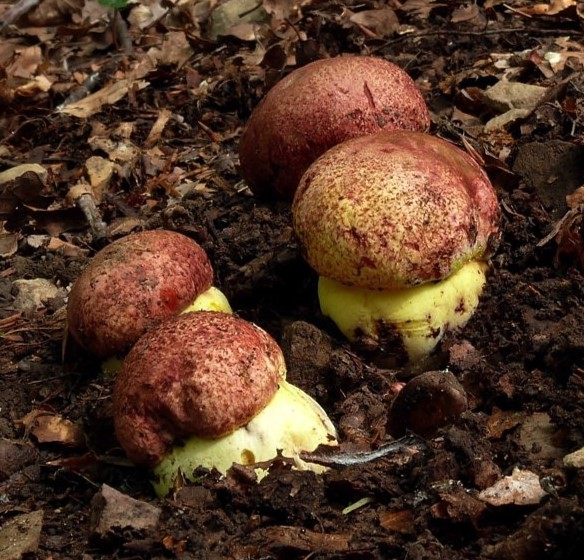
Quatre jeunes sporophores de B. regius en Slovaquie.

Le Bolet royal est une espèce assez rare, méridionale à tendance acidophile, poussant dans les bois de feuillus, surtout sous châtaigniers en terrain siliceux, sur sol peu calcaire, plus rarement sous chênes et hêtres, de juillet à octobre. Il est plus rare au nord de la France et en Belgique. Il se trouve généralement dans les forêts tempérées mais, en Europe, sa distribution est plus concentrée dans les zones méditerranéennes humides, avec une prédilection particulière en Italie pour les environnements thermophiles. En France et en Espagne, il est observé dans les forêts mixtes de feuillus sur sols calcaires. Dans les châtaigneraies, il n'est présent que si les sols sont siliceux.
En Europe, il a connu un passé florissant mais, avec le changement climatique et la diminution des précipitations et des écosystèmes forestiers, il devient de plus en plus rare, à tel point qu'il figure sur les listes rouges des espèces menacées dans de nombreux États tels que la République tchèque, la Slovaquie, les républiques caucasiennes, la Grande-Bretagne et d'autres encore.

## Statut de conservation

### Régional
- Poitou-Charentes : classement de cette espèce en catégorie VU (Vulnérable) au niveau régional[14].
- Alsace : classement de cette espèce en catégorie VU (Vulnérable) au niveau régional[15].

## Comestibilité

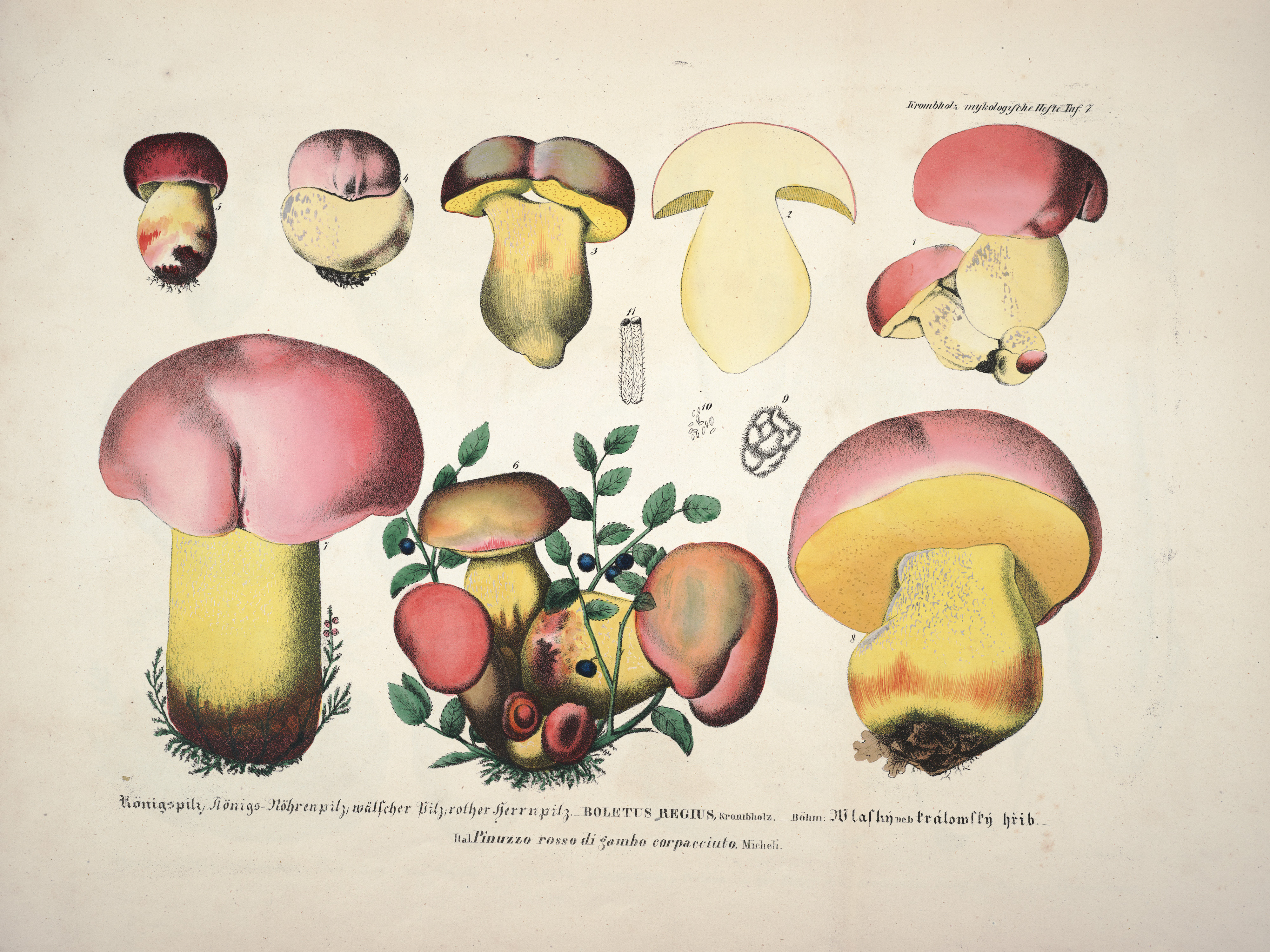
Planche originale de Julius Vincenz von Krombholz illustrant le Bolet royal.

La comestibilité du Bolet royal, jugée excellente, est légendaire. Il est consommé traditionnellement dans plusieurs régions d'Italie, là où il est inclus dans la liste des espèces pouvant être commercialisées à l'état frais et est très apprécié dans toutes les régions où il est encore présent et non menacé d'extinction. Sa chair a une excellente texture. Elle est tendre et jamais fibreuse. Légèrement parfumée, elle présente une excellente saveur sucrée, fongique et fruitée, ainsi qu'une odeur et un goût caractéristiques de brou de noix sur fond de saveur de Cèpe.
Son classement de comestibilité ne connait qu'une seule exception ; R. Courtecuisse (2000) le donne toxique, mais ces anciens cas de rapports de toxicité isolés, comprenant ceux attribués de même à certains autres Butyriboletus, sont le résultat d'une confusion historique avec le toxique Bolet joli (Rubroboletus pulchrotinctus), l'espèce sœur du Bolet Satan (Rubroboletus satanas), décrite seulement dans les années 1980, qui présente des pores jaunes aux stades naissant et intermédiaire du développement du sporophore, et pouvant donc se confondre à ce stade avec le Bolet royal.
Le Bolet royal est néanmoins sur la liste rouge dans de nombreux pays,. En France, sa rareté devrait inciter à limiter la quantité de sporophores ramassés sur ses zones de pousse. C'est un comestible ramassé et consommé occasionellement .

## Confusions possibles
Le Bolet royal reste très reconnaissable avec son chapeau rose et sa chair jaune non bleuissante. La différence avec des espèces pouvant lui ressembler se fera surtout par la présence de bleuissement à la coupe :
- Le Bolet faux royal (Butyriboletus fuscoroseus), pores bleuissants et chair bleuissante au niveau du chapeau à la coupe, chapeau vieux rose à fauve rougeâtre, stipe souvent orné d'une zone rose sur sa moitié inférieure. Comestible.
- Le Bolet des Emile (Baorangia emileorum), espèce très rare à préserver, chapeau rouge carmin à rosé, moitié basse du stipe rouge, tubes souvent décurrents, bleuissant au niveau du stipe à la coupe. Sans interêt alimentaire.
- Le Bolet joli (Rubroboletus pulchrotinctus), au chapeau rose feutré, aux pores jaunes ou orangés, au pied jaunâtre rosâtre et à la chair bleuissante, souvent plus vers le chapeau. Toxique.

## Voir aussi

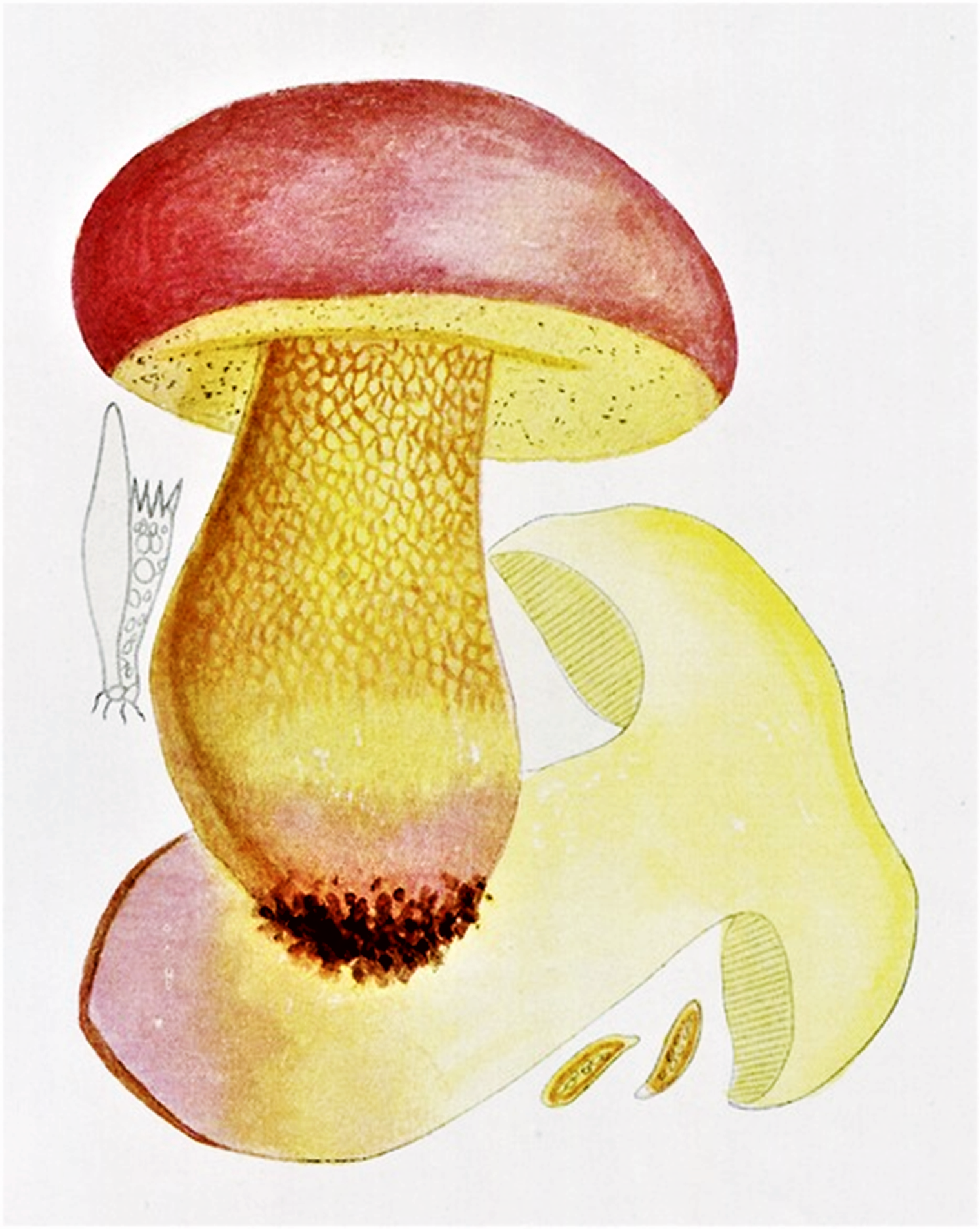
Illustration de Boletus regius par Giacomo Bresadola.

## Sources
- André Marchand, Champignons du Nord et du Midi, t. I, Hachette, 1971 (ISBN 84-499-0649-0), pl. 63
- Lannoy, A & Estades, G. (2001) Clé monographique des Boletaceae, Mémoire hors série 6, Documents Mycologiques (Flore Mycologique d'Europe).
- Marcel Bon, Champignons de France et d'Europe occidentale, Flammarion, 2004 (ISBN 978-2082013215), p. 37
- Régis Courtecuisse et Bernard Duhem Bernard, Guide des champignons de France et d'Europe, Delachaux & Niestlé, août 2011, 475 p. (ISBN 2603016911), no. 1666